# Paolo Sciaccaluga
Paolo Sciaccaluga (Casella, 21 novembre 1971) è un ex calciatore italiano, di ruolo centrocampista.

## Carriera
Inizia la carriera nelle giovanili della Sampdoria, nonostante sia tifosissimo del Genoa, dove resta fino al 1991 senza collezionare alcuna presenza in prima squadra. Dopo il periodo giovanile, Paolo si trasferisce al Libarna di Serravalle Scrivia, squadra che milita nel Campionato Nazionale Dilettanti, disputando 21 partite. Negli anni successivi milita in campionati dilettantistici e in Serie C2 con Novese, Derthona, Voghera e Mantova.
Nel 1999 approda al Siena in Serie C1 dove, con 32 presenze e 3 gol, contribuisce alla storica promozione in Serie B. Le due stagioni le gioca con la squadra toscana nella serie cadetta. Dopo una breve parentesi a Crotone nella stagione 2002-2003 dove disputa 10 partite in Serie C1, si trasferisce a Pavia, dove nelle tre stagioni di militanza colleziona 81 presenze e 6 reti.
Nell'estate 2006 passa al Ravenna sempre in Serie C1. Qui gioca 32 partite con un gol nella stagione che vede la squadra giallorossa vincere il girone B e riconquistare la serie cadetta dopo sette anni. In seguito continua a giocare nel Ravenna in Serie B per un anno e poi per tre stagioni fino al 2011, quando si ritira dall'attività.
In carriera ha totalizzato 97 presenze (e tre reti) in Serie B.

## Palmarès

### Club

#### Competizioni nazionali
- Serie C1: 2

Siena: 1999-2000
Ravenna: 2006-2007
- Supercoppa di Lega di Serie C: 1

Siena: 2000

#### Competizioni regionali
- Campionato di Eccellenza: 1

Derthona: 1994-1995